# Сімерківська сільська рада
Сімерківська сільська рада — колишній орган місцевого самоврядування у колишньому Перечинському районі Закарпатської області з адміністративним центром у с. Сімерки. Сільській раді було підпорядковано лише село Сімерки.
Рада складалася з 12 депутатів та голови.

## Керівний склад сільської ради
| ПІБ                       | Основні відомості                                                                  | Дата обрання | Дата звільнення |
| ------------------------- | ---------------------------------------------------------------------------------- | ------------ | --------------- |
| Цапик Владислав Йосипович | Сільський голова, 1976 року народження, освіта, член Соціалістичної партії України | 26.03.2006   | 31.10.2010      |
| Цапик Владислав Йосипови  | Сільський голова, 1976 року народження, освіта вища, безпартійний                  | 31.10.2010   |                 |

Примітка: таблиця складена за даними джерела

## Населення
Згідно з переписом УРСР 1989 року чисельність наявного населення сільської ради становила 1031 особа, з яких 494 чоловіки та 537 жінок.
За переписом населення України 2001 року в сільській раді мешкало 956 осіб.

### Мова
Розподіл населення за рідною мовою за даними перепису 2001 року:
| Мова       | Відсоток |
| ---------- | -------- |
| українська | 99,79 %  |
| російська  | 0,21 %   |